# ゲンリフ・ネイガウス
ゲンリヒ・グスタヴォヴィチ・ネイガウス（Heinrich Gustavovich Neuhaus(z), ロシア語: Ге́нрих Густа́вович Нейга́уз, ウクライナ語: Ге́нріх Гу́ставович Нейга́уз, 1888年4月12日 - 1964年10月10日）はソ連のピアニスト・音楽教師。
ショパン国際ピアノコンクールおよびロン＝ティボー国際コンクールの優勝者のスタニスラフ・ブーニンの祖父にあたる。

## 経歴
ウクライナのエリザヴェトグラード（現キロヴォフラード）出身。ウクライナのドイツ系（またはスウェーデン系）の家庭に生まれる。両親ともにピアノ教師であったが、ほとんど独学であった。早期の芸術的な発展において、又従兄カロル・シマノフスキや、伯父のフェリックス・ブルーメンフェルトから最も影響を受けた。1902年にエリザヴェトグラードにおいて、11歳のミッシャ・エルマンと共演してリサイタルを行い、1904年にドイツに行き、ドルトムントやボン、ケルン、ベルリンなどで演奏旅行を行なった。その後ベルリンでレオポルト・ゴドフスキーに入門し、1909年から第一次世界大戦の勃発まで、ウィーン音楽院のマスタークラスに参加した。
1914年にエリザヴェトグラードで指導を開始し、後にティフリスやキエフでも教鞭を執った。この頃に、教育活動への興味から演奏活動を止める。1922年にモスクワ音楽院教授となり1935年から1937年まで院長も務めた。後年シベリアに追放されたが、名誉回復により復帰し1956年にロシア人民芸術家に選ばれた。門人にヤコフ・ザーク、エミール・ギレリス、アナトリー・ヴェデルニコフ、スヴャトスラフ・リヒテル、スタニスラフ・ネイガウス、ラドゥ・ルプー、アントン・ギンスブルク、アレクセイ・ナセトキンがいる。
ネイガウスは、詩的な魅力を湛えた演奏や、芸術的な洗練、該博な教養ゆえに幅広く称賛されてきた。著書『ピアノ奏法論』（1958年）は、この問題を扱った本の中で最もよく読まれ、かつ重用されている。

## 家族と親族
- グスタフ・ネイガウス（ロシア語版） - 父。カロル・シマノフスキの恩師。
- マリア・ネイガウス - 母。カロル・シマノフスキの父スタニスワフ・シマノフスキの従姉妹。
- スタニスラフ・ネイガウス - 息子。
- スタニスラフ・ブーニン - 孫。